# Raimon Jordan
Raimon Jordan (fl...1178-1195...) fou un trobador occità. Se'n conserven 13 composicions.

## Vida
Raimon Jordan fou vescomte de Sant Antonin; es documenta en textos d'arxiu el 1178 i el Monjo de Montaudon el caricaturitza en la seva galeria satírica de trobadors de 1195 utilitzant el present, cosa que voldria dir que encara era viu en aquesta data. Es conserven dues versions de la vida de Raimon Jordan. La versió breu explica que s'enamorà de la dona de R. Amielh, de Pena d'Albegés, però el vescomte fou ferit greument en una batalla i gairebé donat per mort. En saber-ho, la dama es retirà als patarics (denominació pels càtars; l'orden dels ereges, en la vida llarga) i ell, quan es recuperà i ho sabé, en tingué tal tristesa que no feu cap més cançó.
Riquer explica que s'ha fet la hipòtesi que aquesta batalla on fou ferit Raimon Jordan podria ser en el decurs de la revolta del Jove Rei d'Anglaterra contre el seu pare Enric II (Enric Courtmanteau).
La versió més llarga de la vida explica el mateix amb altres mots però afegeix una segona part on Elis de Montfort, filla del comte de Turena, li feu recuperar l'alegria i el trobar, cosa que serveix de razó per a dues composicions (404,9 i 404,12).

## Obra

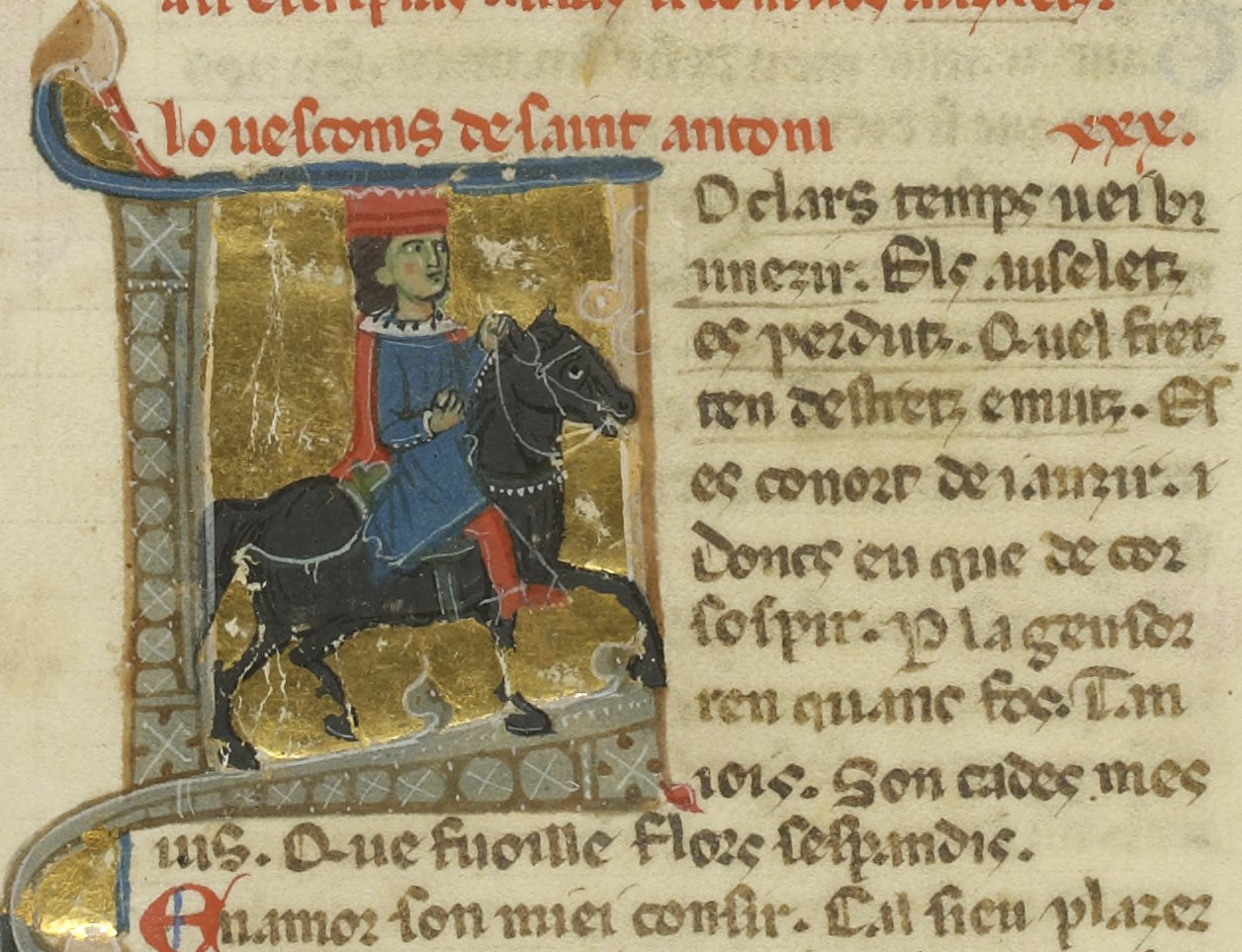
BnF ms. 854 fol. 82; cançoner I

Es conserven 13 composicions d'aquest trobador (una d'atribució dubtosa). 11 són cançons i una altra, una tençó fictícia amb l'Amor.
- (404,1)[2] Aissi com cel qu'en poder de senhor
- (404,2) Ben es camjatz ara mos pessamens
- (404,3) D'Amor no m posc partir ni dessebrar
- (404,4) Lo clar temps vei brunezir (amb música conservada al cançoner W)
- (404,5) No m posc mudar no diga mon veiaire (sirventès, atribució dubtosa, potser es pot atribuir a una trobairitz)
- (404,6) Per qual forfait o per qual falhimen
- (404,7) Per solatz et per deport
- (404,8) Quan la neus chai e gibron li verjan
- (404,9) Raimon Jordan, de vos eis volh aprendre (tençó fictícia amb l'Amor)
- (404,10) S'eu fos encolpatz
- (404,11) Vas vos soplei, domna, premieramen (amb música conservada al cançoner W)
- (404,12) Vas vos soplei en cui ai mes m'entensa
- (404,13) Vert son li ram e de folha cubert

### Edicions
- Stefano Asperti, Il Trovatore Raimon Jordan, Mòdena, 1990
- Hilding Kjellman, Le troubadour Raimon-Jordan, vicomte de Saint-Antonin, Uppsala / París, 1922

### Repertoris
- Alfred Pillet / Henry Carstens, Bibliographie der Troubadours von Dr. Alfred Pillet […] ergänzt, weitergeführt und herausgegeben von Dr. Henry Carstens. Halle : Niemeyer, 1933 [Raimon Jordan és el número PC 404]
- Guido Favati (editor), Le biografie trovadoriche, testi provenzali dei secc. XIII e XIV, Bologna, Palmaverde, 1961, pàg. 284
- Martí de Riquer, Vidas y retratos de trovadores. Textos y miniaturas del siglo XIII, Barcelona, Círculo de Lectores, 1995 p. 74-79 [Reproducció de dues versions de la vida, amb traducció a l'espanyol, i miniatures dels cançoners A, I i K]